# Ваало
Ваало (волоф Waalo) — африканское государство доколониальной эпохи, появившееся в XIII веке и завоёванное Франицей в XIX веке. Его территория включала низовья реки Сенегал в Западной Африке, на территории нынешних северо-западного Сенегала и юго-западной Мавритании. Ставкой правителей Ваало сначала был город Ндиоурбел на северном берегу реки Сенегал (в современной Мавритании), затем Ндиангуе, на южном берегу реки, позже ставка правителей была перенесена в Ндер на западном берегу озера Гьер. Основным населением была народность волоф. На севере находились мавританские эмираты; на юге существовало царство Кайор; на востоке царство Джолоф.

## История
Ваало было основано в 1287 году. Полулегендарная фигура Ндиадиан Ндиайе, основатель царства Джолоф, был родом из этого государства. При Ндиадиане Ндиайе в XIV веке Джолоф сделал Ваало своим вассалом:198. Империя распалась после битвы при Данки в 1549 году, хотя «брак» (царь Ваало) продолжал выплачивать символическую дань «бурбе» (царю Джолофа) вплоть до 1715 года:134.

### Проникновение французов
В 1638 году французы основали первое постоянное европейское торговое поселение в устье реки Сенегал Сен-Луи в 1659 году, сталкиваясь с постоянным военным и политическим давлением со стороны «брака» (царя Ваало):116. Французское присутствие оказало решающее влияние на дальнейшую историю Ваало.
Частично в ответ на переход торговли от берберских племён к французам Наср ад-Дин, берберский мурабут, развязал войну Чар Буба или войну мурабутов, свергнув правящую аристократию Ваало (среди других государств реки Сенегал) в попытке установить исламскую теократию. Однако после его смерти в 1674 году его движение распалось, и старые династии, объединённые с арабами хассанийцами к северу от реки и энергично поддерживаемые французами, вновь заявили о себе:169:148-50 .
В очередной попытке ещё больше укрепить свои экономические позиции в долине реки Сенегал в 1724 году французы вступили в союз с Мааликсури, правителем Бетио, чтобы вынудить «брака» Йерима Мбьяника и эмират Трарза к уступкам. Его попытка отделиться от Ваало провалилась, когда французская компания прекратила их поддержку. К 1734 году у Йерима Мбьяника была самая мощная армия в регионе:280. Его правление и правление двух его преемников, Нджама Арама Бакара и Наатаго Арама, было апогеем могущества Ваало.
В середине XVIII-го века Ваало осуществлял гегемонию над всем устьем реки Сенегал, а также доминировал в Кайоре. Когда англичане захватили Сен-Луи в 1758 году, они обнаружили, что «брак» полностью контролирует речную торговлю. Наатаго неоднократно требовал увеличения таможенных платежей и цен на рабов и при необходимости блокировал колонию. Англичане отреагировали поставками оружия царю Кайора, который успешно вернул часть утраченной территории, и маврам Трарза. После смерти Наатаго в 1766 году разразилась долгая гражданская война, в которую постоянно вмешивались мавры совершая свои набеги. В 1775 году англичане вывезли из Ваало более 8000 рабов менее чем за шесть месяцев:281.

### Падение
Из-за повторяющейся смуты и частого иностранного вмешательства в споры о престолонаследии власть в Ваало постепенно ослабевала в пользу мавританского эмирата Трарза:195-99.
В 1820-х годах мурабит Коки Ндиага Исса, который накопил значительную политическую власть в Кайоре, был изгнан «дамелем» (царём Кайора). Его войска во главе с военачальником Дилле Тиамом вместо этого взяли под контроль Ваало. Однако вмешались французы и убили Тиама.
Чтобы остановить опустошительные набеги мавров и выступить единым фронтом против французов, «лингеер» (титул матери или сестры царя царства Сине) Нджембот Мбодж в 1833 году вышла замуж за эмира Трарза. Столкнувшись с альянсом, который мог угрожать выживанию колонии Сен-Луи, французы атаковали Ваало, усугубив затянувшийся кризис. Нджембот Мбодж наследовала её сестра Ндате Ялле в 1847 году, но французы окончательно завоевали царство в 1855 году:284-9.

## Общество
Существовала сложная политическая и социальная система, которая продолжает оказывать влияние на культуру народа волоф в Сенегале и сегодня, особенно на его высоко формализованную и жёсткую кастовую систему. Государство было косвенно наследственной монархией, им правили три матрилинейные семьи: Логар, Тедиек и Джоос, все из разных этнических групп. Джоос происходили из народа серер. Эта матрилинейная семья появилась в Ваало благодаря Лингире Ндойе Дембы из царства Сине. Её бабушка Лингера Фатима Бей является матриархом и ранним предком этой династии. Эти матрилинейные семьи вели постоянную династическую борьбу за то, чтобы стать «браком» Ваало, а также воевали с соседями Ваало. Женщины правящей династии имели царский титул «лингеер», что означает царица или принцесса. Некоторые «лингееры», в частности, Нджембот Мбодж и Дейта Ялла Мбодж правили самостоятельно или в качестве регентов.
«Брак» правил с помощью своего рода законодательного органа, «Себ Ак Бар», стоящего над сложной иерархией чиновников и сановников. Женщины занимали высокие посты и занимали видное место в политической и военной истории.
Провинциями управляли полунезависимые «кангамы». Смена лояльности между этими могущественными знатными людьми, «браком», другими государствами и французами Сен-Луи привела к серии гражданских войн:189.
У Ваало была своя традиционная африканская религия. Первоначально ислам был уделом элиты, но после войны с арабами правящий класс всё чаще отвергал старое язычество, ислам же становился всё более распространенным среди правящего класса. Сам «брак» в XIX веке обратился в христианство:157.

## Экономика
Ваало играла важную роль в работорговле в долине реки Сенегал, причём большинство пленников прибывали из регионов выше по течению, часто захваченных во время войн или набегов работорговцев. Другие торговые товары включали гуммиарабик, кожу и слоновую кость, а также продукты питания, в первую очередь просо, от которого зависел Сен-Луи:120-5.
Ваало взымали пошлину за каждую лодку с гуммиарабиком или рабами, которая отправллялась по реке, в обмен на «защиту» торговцев:127.

## Правители Ваало
Всего с момента основания Ваало сменилось 52 царя или брака. Имена и даты взяты из книги Джона Стюарта «Африканские государства и правители» 1989 года.
| #  | Имя                          | Начало правления | Конец правления |
| -- | ---------------------------- | ---------------- | --------------- |
| 1  | Ньдья-Ньдья                  | 1186             | 1202            |
| 2  | Мбанг Ваад                   | 1202             | 1211            |
| 3  | Барка Мбоди                  | 1211             | 1225            |
| 4  | Тяака Мбар                   | 1225             | 1242            |
| 5  | неизвестно                   | 1242             | 1251            |
| 6  | Амаду Фаадума                | 1251             | 1271            |
| 7  | Йерим Мбаньяк                | 1271             | 1278            |
| 8  | Тюкули                       | 1278             | 1287            |
| 9  | Наатаго Тани                 | 1287             | 1304            |
| 10 | Фара Йерим                   | 1304             | 1316            |
| 11 | Мбай Ерим                    | 1316             | 1331            |
| 12 | Дембаане Йерим               | 1331             | 1336            |
| 13 | Ньдиак Кумба Сам             | 1336             | 1343            |
| 14 | Фара Кхет                    | 1343             | 1348            |
| 15 | Ньдиак Кумба-ги тыи Нгелоган | 1348             | 1355            |
| 16 | Ньдиак Кумба-Нан Санго       | 1355             | 1367            |
| 17 | Ньдиак Ko Ньдиэй Мбаньик     | 1367             | 1380            |
| 18 | Мбани Наатаго                | 1380             | 1381            |
| 19 | Меумбоди Ньдиак              | 1381             | 1398            |
| 20 | Йерим Мбаньик Конегил        | 1398             | 1415            |
| 21 | Йерим Коде                   | 1415             | 1485            |
| 22 | Фара Токо                    | 1485             | 1488            |
| 23 | Фара Пенда Тег Рел           | 1488             | 1496            |
| 24 | Тыкаака Даро Хот             | 1496             | 1503            |
| 25 | Наатаго Фара Н'дьяк          | 1503             | 1508            |
| 26 | Наатаго Йерим                | 1508             | 1519            |
| 27 | Фра Пенда Дьенг              | 1519             | 1531            |
| 28 | Тани Фара Ньдьяк             | 1531             | 1542            |
| 29 | Фра Кой Дьон                 | 1542             | 1549            |
| 30 | Фра Кой Дьоп                 | 1549             | 1552            |
| 31 | Фара Пенда Ланган Дьам       | 1552             | 1556            |
| 32 | Фара Ко Ндаама               | 1556             | 1563            |
| 33 | Фара Айша Наалем             | 1563             | 1565            |
| 34 | Наатаго Кбаари Дааро         | 1565             | 1576            |
| 35 | Бер Тяака Логгар             | 1576             | 1640            |
| 36 | Йерим Мбаньик Арам Бакар     | 1640             | 1674            |
| 37 | Наатаго Арам Бакар           | 1674             | 1708            |
| 38 | Ньдьяк Арам Бакар Тидиек     | 1708             | 1733            |
| 39 | Йерим Ньдате Бубу            | 1733             | 1734            |
| 40 | Меу Мбоди Кумба Хеди         | 1734             | 1735            |
| 41 | Йерим Мбаньик Анта Диоп      | 1735             | 1735            |
| 42 | Йерим Ходэ Фара Мбуно        | 1735             | 1736            |
| 43 | Ньдьяк Хури Дьоп             | 1736             | 1780            |
| 44 | Фара Пенда Тег Рел           | 1780             | 1792            |
| 45 | Н'дьяк Кумба Кхури Йяй       | 1792             | 1801            |
| 46 | Саайодо Яасин Мбоди          | 1801             | 1806            |
| 47 | Крули Мбааба                 | 1806             | 1812            |
| 48 | Амар Фаатим Борсо            | 1812             | 1821            |
| 49 | Йерим Мбаньик Тег            | 1821             | 1823            |
| 50 | Фара Пенда Адам Сал          | 1823             | 1837            |
| 51 | Кхерфи Кхари Даано           | 1837             | 1840            |
| 52 | Мбеу Мбоди Маалик            | 1840             | 1855            |